# Meinhard Schuster
Meinhard Schuster (* 17. Mai 1930 in Offenbach am Main; † 4. März 2021 in Basel) war ein deutsch-schweizerischer Ethnologe. Er war von 1970 bis 2000 Professor für Ethnologie an der Universität Basel.

## Leben
Schuster stammte aus einer Lehrerfamilie. Seine Kindheit in Offenbach wurde vom Krieg und der Nachkriegszeit geprägt. In der Schule zeigt er Interesse für südamerikanische Waldlandindianer und lernte Spanisch und Portugiesisch. Im Juni 1948 bestand er das Abitur und begann im Wintersemester 1948/49 sein Studium der Völkerkunde (Ethnologie) als Hauptfach (bei Adolf E. Jensen, Adolf Friedrich und Helmut Petri), Kunstgeschichte und Klassische Archäologie als Nebenfächer an der Frankfurter Universität. Im Wintersemester 1949/50 wechselte er von der Klassischen Archäologie in die Vorgeschichte, weil dieses Fach seinen „allgemeineren handwerklich-technischen Neigungen stärker entgegenkam“.
Schusters erste Feldforschung erfolgte von Februar 1954 bis August 1955, an der er als studentischer Mitarbeiter von Otto Zerries teilnahm und hatte die Waika, eine Teilgruppe der Yanomami, sowie die benachbarten Makiritare (Ye’kuana) in Südvenezuela zum Ziel. Nach seiner Rückkehr aus Venezuela beendete er seine auf Literaturrecherchen basierende Dissertation über Kopfjagd in Indonesien und promovierte im Sommer 1956. Die nächsten zwei Jahre widmete er der Auswertung der Expeditionsergebnisse.
Als 1958 Helmut Petri zum Professor für Völkerkunde nach Köln berufen wurde, übernahm Schuster dessen freigewordene Assistentenstelle im Frankfurter Frobenius-Institut unter Leitung seines akademischen Lehrers Adolf E. Jensen. Ab 1961 wandte sich Schuster der Südsee zu und unternahm im Auftrag des Frankfurter Städtischen Museums für Völkerkunde zusammen mit Eike Haberland eine erste Expedition ins Sepik-Gebiet in Papua-Neuguinea. Objekte von dieser Expedition befinden sich seit dieser Zeit im Frankfurter Museum. Im Sommersemester 1962 wurde Schuster zum Beamten auf Widerruf am Frankfurter Seminar für Völkerkunde.
1965 übernahm Schuster die Stelle eines Assistenten der großen Ozeanien-Abteilung am „Museum für Völkerkunde und Schweizerisches Museum für Volkskunde“, heute Museum der Kulturen in Basel. Vom Ende 1965 bis Anfang 1967 forschte er zusammen mit seiner Frau Gisela Schuster und dem Basler Studenten Christian Kaufmann in verschiedenen Gebieten am Mittleren und Oberen Sepik und seinen Nebenflüssen. 1967 wurde er Konservator der Ozeanien-Abteilung des Basler Museums für Völkerkunde und 1968–1969 leitete er das Museum als Stellvertreter des Museumsdirektors Gerhard Baer. Im Jahr 1968 habilitierte er in Basel mit einer Arbeit über Makiritare. 1970 wurde er zum Nachfolger von Alfred Bühler und somit auch zum Ordinarius für Völkerkunde an der Universität Basel. Im Oktober 2000 wurde Schuster emeritiert; er lebte zuletzt mit seiner Frau in Basel. 2021 verstarb er im Alter von 90 Jahren.

## Werke
Die meisten Werke Schusters sind der Beschreibung der Bewohner, ihrer Lebensweise, den Bräuchen und alltäglichen Beschäftigungen des Sepik-Gebietes gewidmet. Außerdem hat er sich mit den Kategorien „ethnische Fremdheit“, „ethnische Identität“ und „Ethnizität“ auseinandergesetzt. Ein wichtiges Thema bei ihm sind auch die Beschreibungen der Waika und Makiritare.

## Publikationen (Auswahl)
- Einheimische und Ausländer im Landschaftsraum Sepik. 1961.
- Farbe, Motiv, Funktion: Zur Malerei von Naturvölkern. 1968.
- Die Malerei von May River. 1969.
- Die Töpfergottheit von Aibom. 1969.
- Zur Dorfgeschichte von Scatmeli. 1973.
- mit Otto Zerries: Mahekodotedi – Monographie eines Dorfes der Waika-Indianer. 1974.
- Dekuana: Beiträge zur Ethnologie der Makiritare. 1976.
- Publikationen zu wissenschaftlichen Filmen. 1979.
- Ethnische Fremdheit, ethnische Identität. 1996.